# پارک سازندگان (روستوف-نا-دونو)
پارک سازندگان (به روسی: Парк строителей) که با نام پارک فرهنگ سازندگان نیز شناخته می‌شود، یکی از پارک‌های روستوف-نا-دونو است که در اوایل قرن بیستم در محل مزرعه فلسطینی‌ها ساخته شد. این پارک در دهه‌های بعد به یکی از مراکز تفریحی و فرهنگی شهر تبدیل شد و میزبان جشنواره‌ها، کنسرت‌ها و رویدادهای اجتماعی متعددی بوده است. این پارک در منطقه اکتیابرسکی این شهر واقع شده است.

## تاریخچه
پیش از این، باغ نووپولیسلنسکی در محل پارک سازندگان قرار داشت. این باغ در سال ۱۹۰۳ در جریان ساخت ساختمان تئاتر مردمی تأسیس شد. طراحی آن با الهام از سبک باغ‌های شهری اروپایی انجام گرفت و فضایی دل‌پذیر برای گردهمایی‌های فرهنگی، اجرای نمایش‌های خیابانی و استراحت شهروندان فراهم می‌کرد.  پیش از این، در این مکان، ملک خرده‌بورژوا گاربوز قرار داشت و در نزدیکی این ملک، باغ گاربوز قرار داشت که به نام صاحب ملک نامگذاری شده بود. در قلمرو باغ، زمین‌های کاملی با درختان میوه کاشته شده بود. دسترسی به باغ نووپولیسلنسکی از چندین طرف امکان‌پذیر بود، زیرا ورودی‌های متعددی وجود داشت. ورودی اول از خیابان بودیونوفسکی بود و ورودی اصلی محسوب می‌شد. ورودی دوم از کوچه پوچتوی روبروی خیابان پنجم قرار داشت. 
از سال ۱۹۰۹، باغ نووپوسلنسکی یکی از دو باغ موجود در روستوف-نا-دونو برای استفاده شهری بود - دومین هدف چنین طرحی، باغ شهر نامیده می‌شد. قلمرو هر دو باغ با کاشت درختان اشغال شده بود که مساحت کل آنها ۱۳ هکتار زمین را اشغال می‌کرد. در نقشه حفظ شده شهر طبق نسخه ۱۹۱۱، قلمرو مزارع سبز، باغ نووپوسلنسکی نام داشت.
قلمرو باغ نووپوسلنسکی در روستوف-نا-دونو بین کوچه پوچتووی و خیابان تاگانروگ که در امتداد خیابان ششم می‌گذشت، قرار داشت. اسناد، اشاره به باغی که قبل از سال ۱۹۱۷ ایجاد شده بود را حفظ کرده‌اند. این باغ در ابتدا به عنوان فضای سبز عمومی برای ساکنان محله طراحی شده بود و شامل مسیرهای پیاده‌روی، درختان بومی، و نیمکت‌هایی برای استراحت بود. با گذشت زمان، باغ به مکانی محبوب برای گردهمایی‌های فرهنگی و اجتماعی تبدیل شد و نقش مهمی در شکل‌گیری هویت شهری منطقه ایفا کرد.
سپس باغ نووپوسلنسکی تغییر نام داد و به پارک وی. مایاکوفسکی معروف شد. این اتفاق در دهه‌های ۱۹۴۰ و ۱۹۵۰ رخ داد.  خانه افسران ناحیه نظامی قفقاز شمالی مالک آن شد.
در دهه ۱۹۶۰، ارتش این مکان را به مدت یک دهه ترک کرد و هیچ‌کس در بهسازی پارک مشارکتی نداشت و همه چیز رو به زوال رفت. در زمان شهردار شهر، جی.یی. کونووالوف، نرده‌های اطراف پارک شکسته شد. شهروندان شروع به بازدید از پارک کردند که در نتیجه آن بسیاری از باغچه‌ها و چمن‌ها لگدمال شدند و نیمکت‌ها و اشیاء دیگر شکسته شدند. این پارک به پارک فرهنگ سازندگان تغییر نام داد و در ۷ نوامبر ۱۹۷۶ افتتاح شد.
در سال ۱۹۸۷، بنای یادبودی برای قربانیان سرکوب‌های استالین در قسمت شمالی پارک ساخته شد.
در پایان قرن بیستم و آغاز قرن بیست و یکم، پارک در وضعیت نامطلوبی قرار داشت. از مسیرها، باغچه‌ها و طرح کلی قدیمی، چیز زیادی باقی نمانده بود. درختچه‌های تزئینی و بسیاری از گیاهان و اشیاء دیگر نابود شده بودند.

## ادبیات
- Kuprik, Irina Sergeevna (2015). "Экологический мониторинг парка Строителей (г. Ростов-на-Дону)" [Ecological monitoring of the Park of builders (Rostov-on-Don)]. Science Time (به روسی). 16 (4): 412–415. Retrieved February 15, 2022.